# 本·佛登
本·佛登（英語：Ben Foden；1985年7月22日—）是一位英格蘭橄欖球運動員。他是英格蘭國家橄欖球隊的一員，代表英格蘭參加了2011年世界盃橄欖球賽。他也是一位模特。